# Tomasz Mandes
Tomasz Radosław Mandes (Varsavia, 14 giugno 1976) è un attore e regista polacco.

## Biografia
All'età di sedici anni, ha fatto il suo debutto sullo schermo nel film di guerra di Andrzej Wajda L'anello con l'aquila coronata al fianco di Rafał Królikowski, Mirosław Baki e Cezary Pazura. Ha studiato recitazione nella scuola superiore di cinema, televisione e teatro Leon Schiller di Łódź, laureandosi nel 1999. Negli anni successivi ha lavorato in teatro e in televisione, guadagnando popolaritá grazie al ruolo del conte Waldemar Michorowski nell'adattamento televisivo del romanzo Trędowata di Helena Mniszkówna, trasmesso nel 1999-2000 su TV Polsat. Dal 2014 ricopre il ruolo del detective Tomasz Orlik nella serie Malanowski i Partnerzy. Nel 2017 è stato uno dei presentatori del programma Dzień dobry, Polsko! (Buongiorno Polonia!) su TVP1. Ha iniziato la carriera come regista dirigendo il film erotico 365 giorni assieme a Barbara Białowąs, film dove recita anche una piccola parte come cugino di Massimo Torricelli. Seguono 365 giorni - Adesso e Altri 365 giorni, usciti nel 2022.